# Zuo Hang
Zuo Hang (født 22. maj 1975 i Hunan, Kina) er en kinesisk komponist, lærer og pianist.
Hang studerede komposition på Musikkonservatoriet i Beijing. Han blev lærer i komposition på samme skole, hvor han stadig underviser. Hang har skrevet orkesterværker, kammermusik, koncertmusik etc. Han har bla. vundet musikprisen The Golden Bell prize of China Music som bedste komponist og tekstforfatter i (2001).